# 465 (číslo)
Čtyři sta šedesát pět je přirozené číslo. Následuje po číslu čtyři sta šedesát čtyři a předchází číslu čtyři sta šedesát šest. Římskými číslicemi se zapisuje CDLXV a řeckými číslicemi υξε.

## Matematika
465 je:
- Deficientní číslo
- Složené číslo
- Nešťastné číslo

## Astronomie
- (465) Alekto je planetka hlavního pásu, kterou objevil v roce 1901 Max Wolf

## Roky
- 465
- 465 př. n. l.